# سام اشتون
سام اشتون (انگلیسی: Sam Ashton؛ زادهٔ ۹ اکتبر ۱۹۸۶) بازیکن فوتبال اهل بریتانیا است.
از باشگاه‌هایی که در آن بازی کرده‌است می‌توان به باشگاه فوتبال اسکلمرسال یونایتد، باشگاه فوتبال بولتون واندررز، باشگاه فوتبال چورلی، باشگاه فوتبال ساوتپورت، و باشگاه فوتبال یونایتد آف منچستر اشاره کرد.